# Maschiaccio

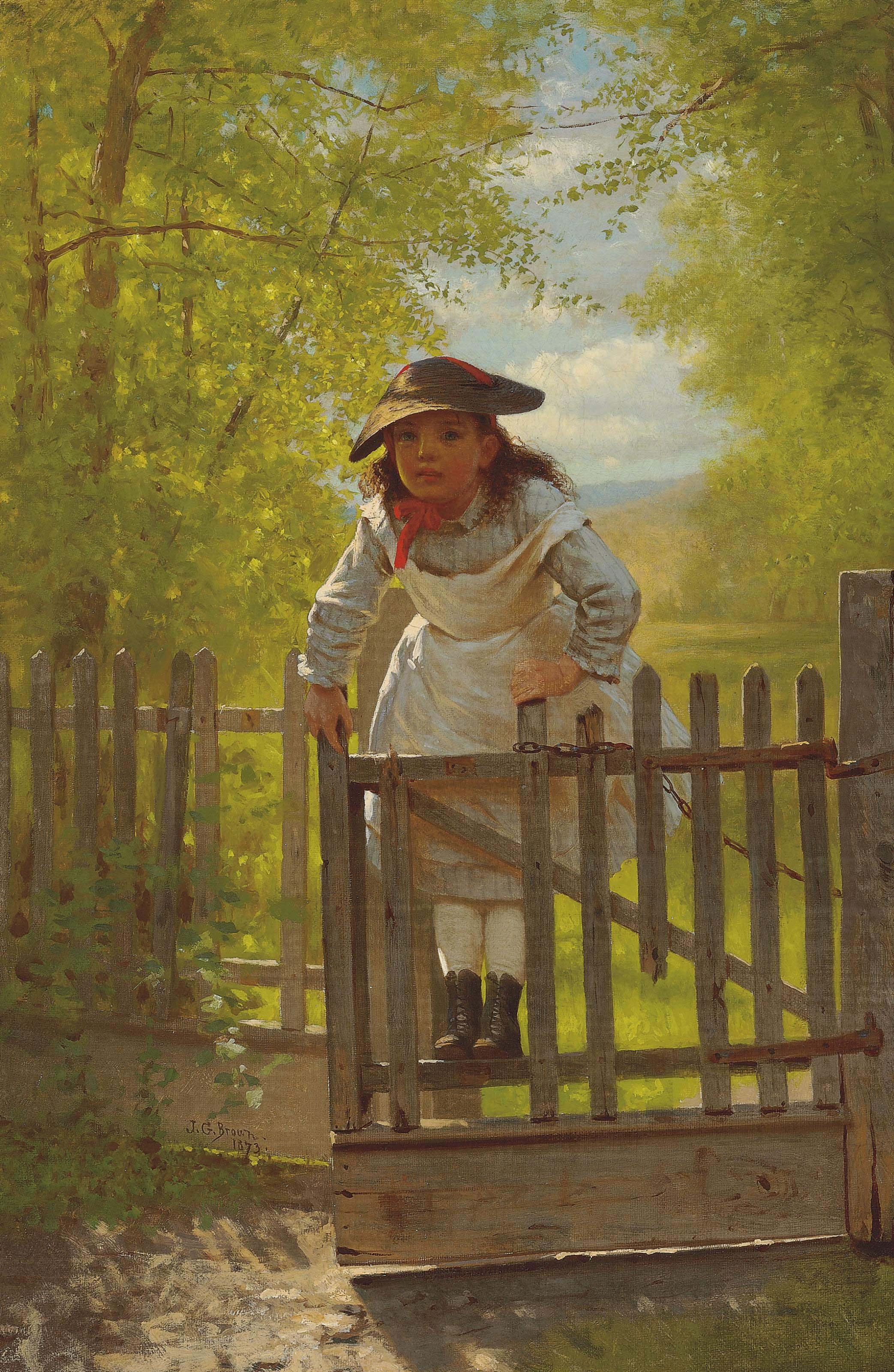
The Tomboy, ritratto del 1873 di John George Brown.

Il termine maschiaccio è solitamente usato per indicare una ragazza che, durante l'infanzia e/o l'adolescenza, esibisce comportamenti che si ritiene si addicano più a ragazzi di quella stessa fascia di età. 

## Implicazioni
La denominazione implica solitamente una ragazza con un interesse per giochi e attività spesso ritenute adatte al ruolo di genere maschile, una preferenza per materie scolastiche ritenute di solito appannaggio maschile (come la matematica, la fisica, l'elettronica, l'informatica e la robotica); una maggioranza e/o preferenza di amicizie maschili ad amicizie femminili, l'uso di un linguaggio meno formale, considerato spesso adatto al ruolo di genere maschile e abiti vagamente simili a quelli maschili.
In passato il termine "maschiaccio" era maggiormente usato in quanto la distinzione tra l'abbigliamento femminile e maschile era più netta, mentre oggi l'uso di questa espressione è più difficile da attribuire in quanto molti indumenti ritenuti di solito appannaggio maschile (quali i pantaloni, le camicie, le giacche) sono comunemente indossati dalle donne, anche se spesso si tratta comunque di varianti femminili di tali indumenti.
Inoltre la partecipazione femminile agli eventi e le attività sportive ha reso difficile l'attribuzione immediata dell'appellativo.

## Nella cultura di massa
Tra i "maschiacci", alcune figure sono particolarmente note nell'immaginario collettivo. Ricordiamo, ad esempio, Jo March da Piccole donne, Oscar François de Jarjayes da Lady Oscar, Haruka Tenoh e Makoto Kino  da Sailor Moon,  Piperita Patty dei Peanuts, Arya Stark di cronache del ghiaccio e del fuoco, Velma Dinkley da Scooby-Doo, Rainbow Dash del cartone animato My Little Pony - L'amicizia è magica, Lana Loud dal cartone animato A casa dei Loud, o anche Sam Puckett della serie tv iCarly, nonché Jean Louise Finch, soprannominata Scout, de Il buio oltre la siepe, o Himi protagonista di Un fiocco per sognare, un fiocco per cambiare.